# Кабиргатал
Кабиргата́л (каз. Қабырғатал) — село у складі Зайсанського району Східноказахстанської області Казахстану. Входить до складу Каратальського сільського округу.
Населення — 16 осіб (2021; 76 у 2009, 35 у 1999, 264 у 1989).
Національний склад станом на 1989 рік:
- казахи — 100 %